# Ali Khan-nätverket
Ali Khan-nätverket  är ett släktbaserat kriminellt nätverk där många och ledande personer tillhör en släkt/klan med samma namn. Att släktnamnet används som beteckning på det kriminella nätverket innebär inte att klanen som sådan är kriminell eller att alla dess medlemmar ingår i det kriminella nätverket.
Släkten Ali Khan tillhör folkgruppen mhallami eller mardelli som har rötterna i området Mardin i sydöstra Turkiet. Många inom gruppen har etablerat sig i Tyskland.   I Sverige har släkten etablerat sig från 1980-talet och framåt och finns  främst i Göteborgsområdet. Medlemmar av släkten begår organiserad brottslighet inom ett kriminellt nätverk med stark sammanhållning. Ali Khan-nätverket var med i Polismyndighetens sekretessmarkerade så kallade klanrapport som fick stor uppmärksamhet 2020.
Ali Khan-nätverket i Göteborg har kopplats till tystade vittnen, mord, utpressningar och våldsdåd. Johanna Bäckström Lerneby har under många år intervjuat medlemmar av släkten Ali Khan och gjorde 2017 ett reportage om dem i Aftonbladet. Boken Familjen, där familjen givits den fiktiva namnet Al Asim är en fortsättning på det arbetet. I boken beskriver hon släktnätverkets delaktighet i och inflytande över kriminaliteten i området. Boken bygger även på intervjuer med bland andra poliser och andra myndighetspersoner, mailväxling, domar med mera.
Personer inom Ali Khan-klanen ingick i Hjällbonätverket som i maj 2021 drabbade samman med ett annat släktbaserat kriminellt nätverk i Göteborg varvid en 44-årig man sköts till döds.